# Château de la Punta
Le château de la Punta  est situé à Alata (Corse-du-Sud). Construit à la fin du XIXe siècle, il a subi de fortes dégradations depuis l'incendie qui l'a touché en 1978.

## Histoire

### Projet et construction
Afin de perpétuer en Corse le souvenir de ses ancêtres, Charles-Jérôme Pozzo di Borgo († 1879), fait duc par le roi de Naples en 1852 en remerciement des services rendus aux Bourbon, avait demandé à ses neveux et héritiers de reconstruire le village de Pozzo di Borgo, le berceau familial détruit en 1594 par les Barbaresques, les habitants fuyant dans la commune voisine d'Alata.
Du fait de la grande aridité des terres cela ne fut pas possible, mais afin de remplir cette obligation morale, ils firent néanmoins édifier cette demeure de 1883 à 1891.
Le château correspond à la reconstruction, avec ses pierres d’origine, de l’un des pavillons Renaissance du palais des Tuileries (Paris), incendié sous la Commune. Après la décision de sa démolition intégrale par la Chambre des députés, l'entrepreneur Achille Picard avait fait l'acquisition, en 1882, des ruines du palais, au terme d'une vente aux enchères, pour 33 000 francs. Il les revend au détail ; le lot le plus important revient au duc Jérôme Pozzo di Borgo (1832-1910) et à son fils, le comte Charles (1858-1902),,,.
Les pierres démontées et relevées par l'architecte Albert-Franklin Vincent furent mises en caisse puis acheminées par voie ferrée jusqu'à Marseille, puis convoyées par bateau pour Ajaccio ; la fortune de cet oncle permit de financer une entreprise qui nécessita, afin d'acheminer les matériaux jusqu'au lieu choisi, le creusement dans le roc d'une route de sept kilomètres.
Cette difficile et coûteuse entreprise n'empêcha pas le duc Pozzo di Borgo de renouveler l'expérience de 1896 à 1899 en faisant déposer, transporter et réédifier (en l'agrandissant) par l'architecte Louis Dauvergne le château XVIIIe de Montretout, à Saint-Cloud, sur le domaine normand de Dangu, acquis en 1884, et d'en faire aménager le parc par Achille Duchêne.
Le groupe sculpté Les Quatre saisons de la terrasse devant le château provient de l'escalier d'honneur de l'hôtel de Ville de Paris, incendié comme le palais des Tuileries lors de la Commune.
La grille du parc est récupérée du château de Saint-Cloud, détruit lors de la guerre franco-allemande de 1870.

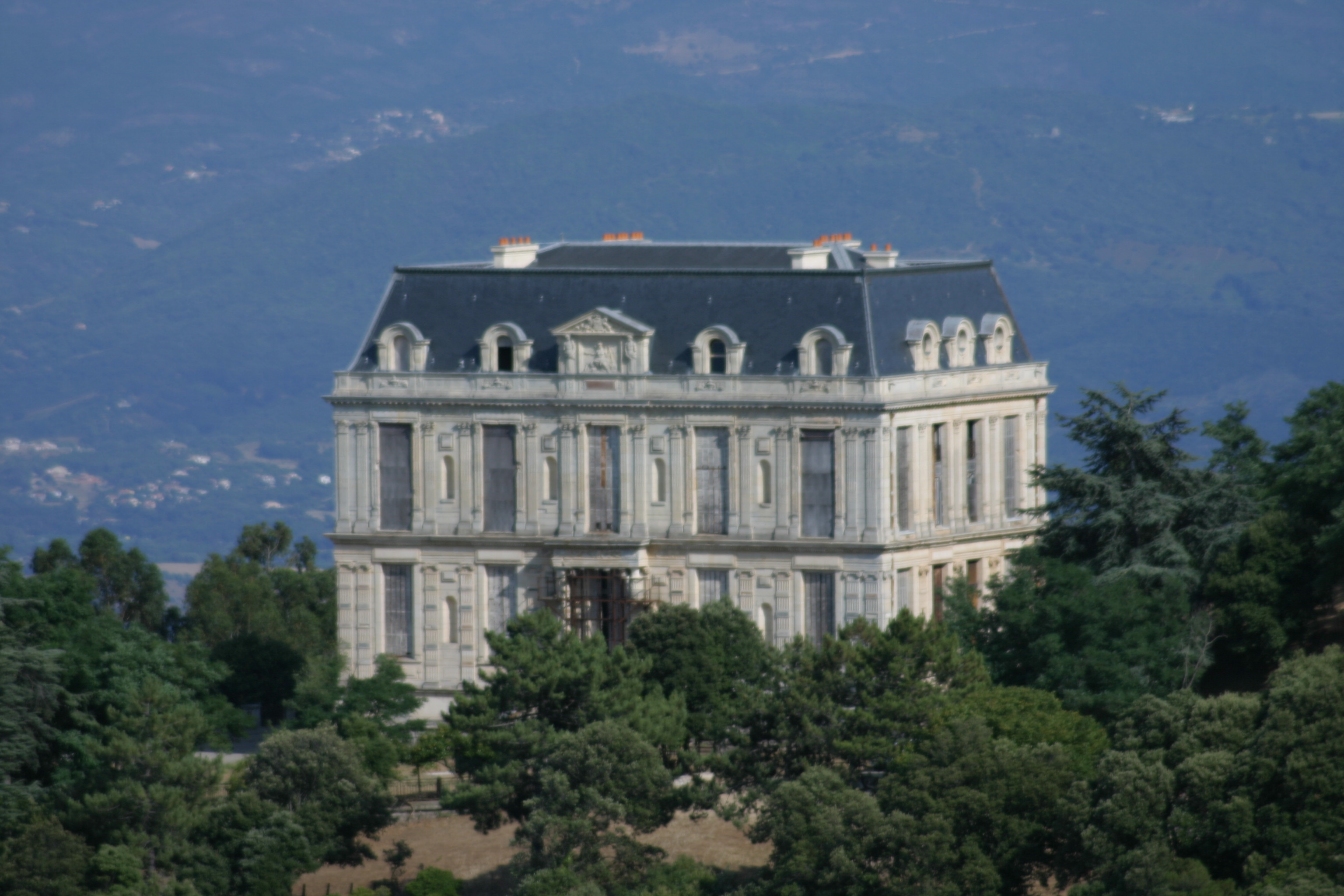
Façade nord.
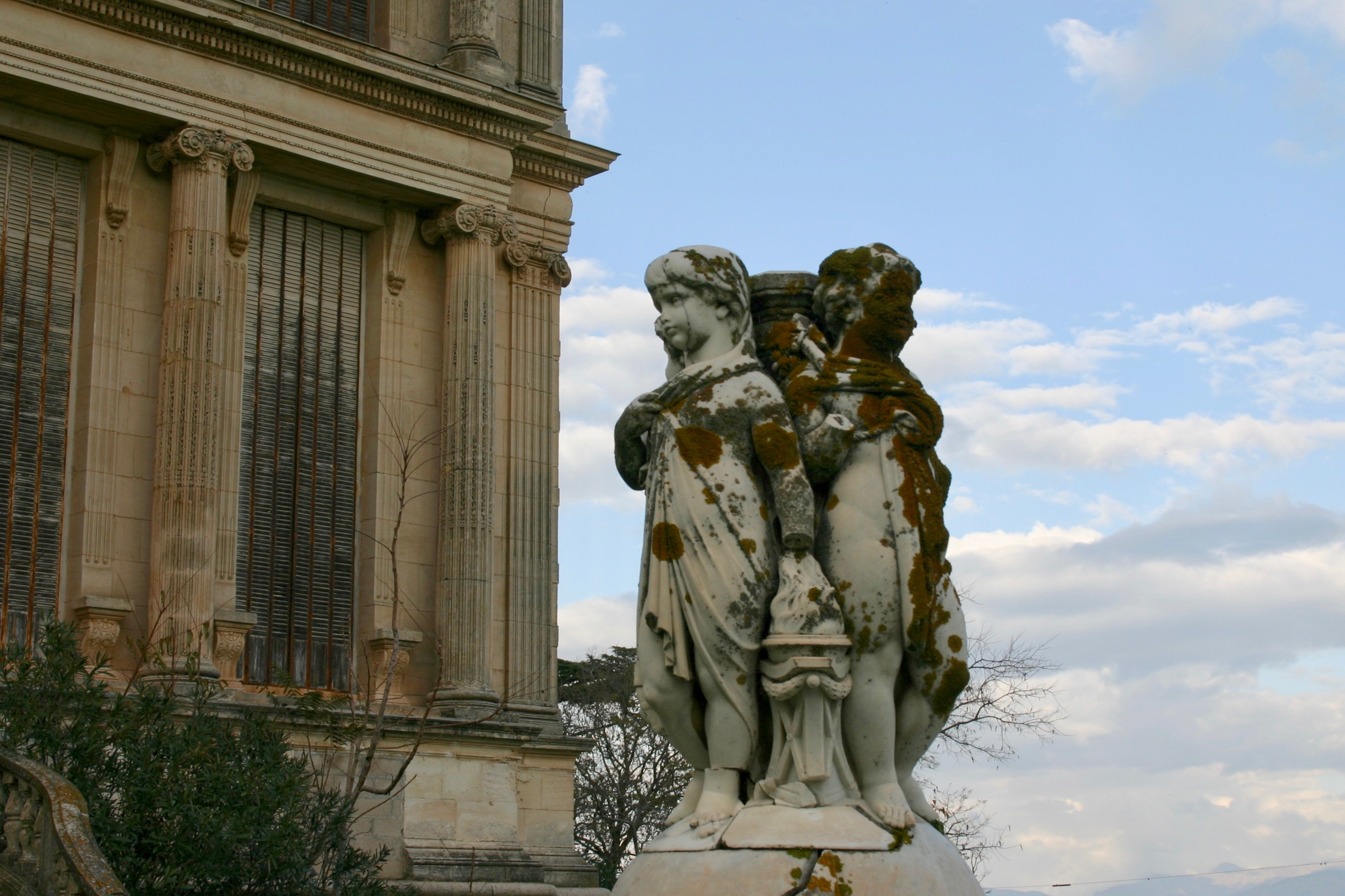
Les Quatre saisons.

Construit sur des plans de l'architecte Albert Franklin Vincent, le château de La Punta est situé à 600 mètres d'altitude.
Une plaque de marbre rouge indique :

« Jérôme, duc Pozzo di Borgo, et Charles, son fils, ont fait construire cet édifice avec des pierres provenant du palais des Tuileries, incendié à Paris en 1871, pour conserver à la Patrie Corse un précieux souvenir de la Patrie française. L’an du Seigneur 1891. »

Le château est inspiré du « pavillon Bullant » de l'ex-palais des Tuileries, dont il reprend une partie des façades, tout en intégrant d'autres parties provenant des divers pavillons qui composaient le palais. Chacune des façades est différente, ce qui permet d'avoir une bonne illustration de l'aspect que présentait le palais disparu. Il s'agit toutefois plus d'une recréation que d'une copie.
Le panorama est spectaculaire mais exposé à tous les vents. Son emplacement est jugé inhabitable du fait de son isolement (l'épouse du comte Charles a fait plusieurs fausses couches en voulant rejoindre Ajaccio depuis le château), si bien qu'il ne sert plus que de musée familial, ne retrouvant une fréquentation que durant les années 1970, lorsque la Corse devient une destination touristique prisée. Entretemps, l'air marin chargé en sel a cependant commencé à ronger la pierre.

### Depuis les années 1970
Le 7 août 1978, un incendie du maquis environnant gagna le château et détruisit sa charpente et sa toiture, ce qui entraîna sa fermeture. Lors de cet incendie, un véhicule léger de l'UISC7 Brignoles détaché à Ajaccio fut dépêché avec deux personnels afin de sécuriser d'éventuels résidents ou visiteurs se trouvant au château de la Punta. Ce véhicule fut coincé sur la route par les flammes et l'un des occupants, le sapeur Patrick Amico, 19 ans, y perdit la vie. Une stèle à sa mémoire a été érigée sur la commune d'Alata.
En 1991, le château ainsi endommagé et son parc de 40 hectares sont acquis par le conseil général de Corse-du-Sud pour la somme de 10 millions  de francs (sans le mobilier, qui est transféré à Paris et au musée Fesch d'Ajaccio) ; en 1996 la charpente en bois détruite est remplacée par une charpente métallique, des poteaux masquant des lucarnes qui, dépourvues de menuiseries, furent closes de plexiglas, et une toiture neuve est posée.
La destruction de la toiture pendant dix-huit ans et les infiltrations d'eau qui en ont résulté, le climat méditerranéen, le temps qui passe, ont entraîné une importante dégradation du bâtiment, qui nécessite aujourd'hui de très importants travaux de réhabilitation.
La grande terrasse a été inscrite à l'Inventaire supplémentaire des monuments historiques le 27 juillet 1970, puis les façades, le vestibule, l'escalier, le petit salon, le grand salon, la salle à manger et la bibliothèque ont été classées monument historique le 7 février 1977.
Plusieurs projets de réhabilitation ont été évoqués (hôtel, salle de spectacle, musée, etc.), mais c'est la collectivité de Corse qui en est désormais propriétaire et qui évoque la création d'un jardin botanique sur les terres qui jouxtent l'édifice, actuellement en cours de restauration. Les services travaillent à un projet qui tient compte de la spécificité du lieu, de son histoire comme de son écrin naturel.

## Architecture
En 1899, un article du Magasin Pittoresque décrivit la propriété et ses collections. Vers 1965, le décor intérieur - aujourd'hui fort délabré - et le mobilier encore en place offraient un bon témoignage du goût historiciste régnant dans l'aristocratie européenne à la fin du XIXe siècle :
- le grand salon de style Renaissance fut doté de la copie d'un célèbre plafond à caissons du château de La Palice, et d'une réplique de qualité - la frise décorative et le médaillon central « dont la facture rappelle le style de Jean Goujon » sont anciens - de la monumentale cheminée en pierre et marbre qui fut attribuée à Germain Pilon provenant du château de Villeroy (musée du Louvre). Les lambris et portes s'inspirent de boiseries du château d'Écouen et les soieries murales furent tissées à Lyon sur des modèles du XVIe siècle ;
- le manteau de la cheminée (ancienne ?) de la salle à manger du même style reçut, comme dans de grandes demeures aristocratiques de l'époque, une statue équestre en bas-relief représentant Paul-Émile Pozzo di Borgo, commandant des troupes pontificales corses, entouré de tapisseries anciennes ;
- outre ces deux pièces, des photographies montrent le "salon Louis XV" avec un mobilier de cette époque, le portrait du premier duc par John Hayter, et des effigies XVIIIe de membres de la famille alliée de Montesquiou ;
- la bibliothèque Empire contenant le mobilier du cabinet de travail parisien de Charles-André Pozzo di Borgo ; sa cheminée portait la paire de vases de la manufacture de porcelaine de Saint-Pétersbourg offerte par le tsar Alexandre Ier à celui qui fut ambassadeur de France en Russie pendant dix-sept ans, et fait comte russe héréditaire et général de l'infanterie russe en 1828 ; un portrait du tsar et celui du duc de Richelieu, ministre de la Restauration[8].

Cet ensemble décoratif disparut du fait des ventes mobilières voulues par le dernier propriétaire.